# Noxapater, Mississippi
Noxapater, Mississippi (енгл. Noxapater) град је у америчкој савезној држави Мисисипи.

## Демографија
По попису из 2010. године број становника је 472, што је 53 (12,6%) становника више него 2000. године.
| Група             | 2000.       | 2010.       |
| Белци             | 270 (64,4%) | 276 (58,5%) |
| Афроамериканци    | 149 (35,6%) | 178 (37,7%) |
| Азијати           | 0 (0,0%)    | 1 (0,2%)    |
| Хиспаноамериканци | 0 (0,0%)    | 12 (2,5%)   |
| Укупно            | 419         | 472         |